# دومينيك ريس
دومينيك ريس (بالإنجليزية: Dominick Reyes؛ مواليد 27 ديسمبر 1989) هو مُقاتل فنون قتالية مختلطة أمريكي. يُنافس في فئة وزن خفيف الثقيل في يو إف سي. اعتبارًا من 15 أبريل 2025، أصبح هو رقم 8 في تصنيفات يو إف سي لوزن خفيف الثقيل.
قبل مسيرته في فنون القتال المختلطة، لعب كرة القدم الجامعية في ستوني بروك.

## النشأة
ولد ريس في هيسبيريا، كاليفورنيا، الولايات المتحدة. كان ريس دائمًا رياضيًا حيث كان يتمتع بخلفية عن المصارعة ولعب كرة القدم عندماكان شابًا، وكان يحلم باللعب في اتحاد كرة القدم الأميركي. بعد تخرجه من مدرسة هيسبيريا الثانوية، انتقل إلى نيويورك لينضم إلى جامعة ستوني بروك، حيث حصل على درجة البكالوريوس في نظم المعلومات. عاد إلى كاليفورنيا وقام بتوجيه طاقته للتركيز على تدريبات فنون القتال المختلطة في صالة الألعاب الرياضية لأخيه، وبدأ التنافس في قتالات الهواة بعد فترة وجيزة.

## المسيرة في فنون القتال المختلطة

### البدايات
قبل التوقيع مع يو إف سي، حقق ريس وصيد بلغ 5–0 وكان بطل جامعة الفنون القتالية المختلطة مرتين خلال مسيرته للهواة.

### يو إف سي
خاض ريس بأول ظهور في المنظمة في 25 يونيو 2017، ضد خواكيم كريستنسن في يو إف سي ليلة القتال 112. فاز بالنزال عن طريق الضربة الفنية القاضية في الدقيقة الافتتاحية من النزال، وحصل على مكافأة أداء الليلة.

## الحياة الشخصية
يرجع لقب ريس «المُدمر» بسبب ركلاته المدمرة. وهو من مشجعي لوس أنجلوس ليكرز ولوس أنجلوس دودجرز، ويستمتع بركوب الدراجات في الجبال وركوب الدراجة الترابية ومشاهدة العروض الوثائقية على التلفزيون.

## البطولات والإنجازات
- يو إف سي
  - أداء الليلة (مرتين) ضد خواكيم كريستنسن وكريس ويدمان[13][15]
  - قتال الليلة (مرة واحدة) ضد يري بروهاسكا[16]

## سجل فنون القتال المختلطة
| السجل المهني |        |         |
| 19 نزال      | 15 فوز | 4 خسارة |
| ضربة قاضية   | 10     | 3       |
| إخضاع        | 2      | 0       |
| قرار القضاة  | 3      | 1       |

| النتيجة | السجل | الخصم              | الطريقة                                 | الحدث                                        | التاريخ        | الجولة | الوقت | المكان                                      | الملاحظات                                           |
| ------- | ----- | ------------------ | --------------------------------------- | -------------------------------------------- | -------------- | ------ | ----- | ------------------------------------------- | --------------------------------------------------- |
| فاز     | 15–4  | نيكيتا كريلوف      | ضربة قاضية (بلكمة)                      | يو إف سي 314                                 | 12 أبريل 2025  | 1      | 2:24  | ميامي، فلوريدا، الولايات المتحدة            |                                                     |
| فاز     | 14–4  | أنتوني سميث        | ضربة فنية قاضية (بالمرفقين واللكمات)    | يو إف سي 310                                 | 7 ديسمبر 2024  | 2      | 4:46  | لاس فيغاس، نيفادا، الولايات المتحدة         |                                                     |
| فاز     | 13–4  | داستين جاكوبي      | ضربة قاضية (باللكمات)                   | يو إف سي على إي إس بي إن: كانونير ضد إيمافوف | 8 يونيو 2024   | 1      | 2:00  | لويفيل، كنتاكي، الولايات المتحدة            |                                                     |
| خسر     | 12–4  | ريان سبان          | ضربة قاضية (باللكمات)                   | يو إف سي 281                                 | 12 نوفمبر 2022 | 1      | 1:20  | مدينة نيويورك، نيويورك، الولايات المتحدة    | نزال في وزن غير محدد (206.6 رطل)؛ أخفق سبان بالوزن. |
| خسر     | 12–3  | يري بروهاسكا       | ضربة قاضية (ضربة الكوع الخلفية الدوارة) | يو إف سي على إي إس بي إن: رييس ضد بروتشازكا  | 1 مايو 2021    | 2      | 4:29  | لاس فيغاس، نيفادا، الولايات المتحدة         | قتال الليلة.                                        |
| خسر     | 12–2  | يان بلاهوفيتش      | ضربة فنية قاضية (باللكمات)              | يو إف سي 253                                 | 27 سبتمبر 2020 | 2      | 4:36  | أبو ظبي، الإمارات العربية المتحدة           | على لقب بطولة يو إف سي لوزن خفيف الثقيل الشاغر.     |
| خسر     | 12–1  | جون جونز           | قرار القضاة (بالإجماع)                  | يو إف سي 247                                 | 8 فبراير 2020  | 5      | 5:00  | هيوستن، تكساس، الولايات المتحدة             | على لقب بطولة يو إف سي لوزن خفيف الثقيل.            |
| فاز     | 12–0  | كريس ويدمان        | ضربة قاضية (باللكمات)                   | يو إف سي على إي إس بي إن: رييس ضد ويدمان     | 18 أكتوبر 2019 | 1      | 1:43  | بوسطن، ماساتشوستس، الولايات المتحدة         | أداء الليلة.                                        |
| فاز     | 11–0  | فولكان أوزدمير     | قرار القضاة (بالانقسام)                 | يو إف سي ليلة القتال: تيل ضد ماسفيدال        | 16 مارس 2019   | 3      | 5:00  | لندن، إنجلترا                               |                                                     |
| فاز     | 10–0  | أوفينس سينت برويس  | قرار القضاة (بالإجماع)                  | يو إف سي 229                                 | 6 أكتوبر 2018  | 3      | 5:00  | لاس فيغاس، نيفادا، الولايات المتحدة         |                                                     |
| فاز     | 9–0   | جاريد كانونير      | ضربة فنية قاضية (باللكمات)              | يو إف سي ليلة القتال: مايا ضد عثمان          | 19 مايو 2018   | 1      | 2:55  | سانتياغو، تشيلي                             |                                                     |
| فاز     | 8–0   | جيريمي كيمبل       | إخضاع (خنق خلفي عاري)                   | يو إف سي 218                                 | 2 ديسمبر 2017  | 1      | 3:39  | ديترويت، ميشيغان، الولايات المتحدة          |                                                     |
| فاز     | 7–0   | خواكيم كريستنسن    | ضربة فنية قاضية (باللكمات)              | يو إف سي ليلة القتال: كييزا ضد لي            | 25 يونيو 2017  | 1      | 0:29  | أوكلاهوما سيتي، أوكلاهوما، الولايات المتحدة | أداء الليلة.                                        |
| فاز     | 6–0   | جوردان باول        | ضربة قاضية (ركلة رأس)                   | إل إف إيه 13                                 | 2 يونيو 2017   | 1      | 0:53  | بربانك، كاليفورنيا، الولايات المتحدة        |                                                     |
| فاز     | 5–0   | ماركوس جوفان       | ضربة قاضية (ركلة رأس)                   | نادي هووسير للقتال 32                        | 11 فبراير 2017 | 1      | 0:27  | ميشيغان سيتي، إنديانا، الولايات المتحدة     |                                                     |
| فاز     | 4–0   | تايلر سميث         | ضربة فنية قاضية (باللكمات)              | كيه أو تي سي: الأحكام العرفية                | 18 سبتمبر 2016 | 1      | 1:35  | أونتاريو، كاليفورنيا، الولايات المتحدة      |                                                     |
| فاز     | 3–0   | كيلي جراي          | قرار القضاة (بالإجماع)                  | كيه أو تي سي: النوايا الشريرة                | 17 أكتوبر 2015 | 3      | 5:00  | لاس فيغاس، نيفادا، الولايات المتحدة         |                                                     |
| فاز     | 2–0   | جيسي جلاس          | إخضاع (خنق المقصلة)                     | تحدي المصارع: المذبحة                        | 3 أبريل 2015   | 1      | 0:55  | رانتشو ميراج، كاليفورنيا، الولايات المتحدة  |                                                     |
| فاز     | 1–0   | خوسيه ريفاس جونيور | ضربة فنية قاضية (باللكمات)              | كيه أو تي سي: قتال بالأيدي                   | 4 ديسمبر 2014  | 1      | 3:23  | هايلاند، كاليفورنيا، الولايات المتحدة       | أول ظهور في وزن خفيف الثقيل.                        |

## نزالات الدفع مقابل المشاهدة
| #  | الحدث        | القتال      | التاريخ       | المكان      | المدينة                         | المبلغ      |
| -- | ------------ | ----------- | ------------- | ----------- | ------------------------------- | ----------- |
| 1. | يو إف سي 247 | جونز ضد ريس | 8 فبراير 2020 | تويوتا سنتر | هيوستن، تكساس، الولايات المتحدة | لم يُكشف عنه |

## وصلات خارجية
- دومينيك ريس على موقع يو إف سي (الإنجليزية)
- دومينيك ريس على موقع شيردوغ (الإنجليزية)
- دومينيك ريس على موقع Tapology.com (الإنجليزية)
- دومينيك ريس على موقع IMDb (الإنجليزية)
- دومينيك ريس على موقع قاعدة بيانات الفيلم (الإنجليزية)